# Calathea nobilis
Calathea nobilis är en strimbladsväxtart som först beskrevs av Karl Heinrich Koch, och fick sitt nu gällande namn av Friedrich August Körnicke. Calathea nobilis ingår i släktet Calathea och familjen strimbladsväxter. Inga underarter finns listade.